# Laurie Bartram
Laurie Bartram, właściwie Laurie Lee Bartram McCauley (ur. 16 maja 1958 roku w St. Louis w stanie Missouri, USA, zm. 25 maja 2007 roku w Lynchburgu w stanie Wirginia, USA) – amerykańska aktorka telewizyjna i filmowa, primaballerina.

## Biogram
Urodziła się w St. Louis, ma brata. Ukończyła Liberty Baptist College.
W latach 1978–1979 odgrywała postać Karen Campbell w operze mydlanej NBC Inny świat (Another World). Wcieliła się w jedną z głównych ról w klasycznym filmie grozy Piątek, trzynastego (Friday the 13th, 1980), który zapoczątkował całą serię popularnych slasherów. Po występie w tym projekcie zerwała z zawodem aktorki.
Nim zajęła się sztuką aktorską, intensywnie trenowała taniec.
Jej mężem był Gregory McCauley, mieszkała w Lynchburgu i miała piątkę dzieci: Lauren, Scotta, Jordan, Francis i Isabelle.

## Filmografia
- 1973: Emergency! jako Karen/Jill
- 1974: The House of Seven Corpses jako Debbie
- 1978–1979: Inny świat (Another World) jako Karen Campbell
- 1980: Piątek, trzynastego (Friday the 13th) jako Brenda